# 阿班加雷斯縣
阿班加雷斯縣（西班牙語：Cantón de Abangares），是哥斯達黎加的縣份，位於該國西北部，由瓜納卡斯特省負責管轄，首府設於拉斯洪塔斯，始建於1915年6月4日，面積675.75平方公里，海拔高度3米，2011年人口18,039人，人口密度每平方公里26.69人。
10°16′54″N 84°57′31″W / 10.28167°N 84.95861°W